# Sallie Harmsen
Sallie Harmsen (Ámsterdam, 2 de mayo de 1989) es una actriz neerlandesa reconocida por su interpretación de Simone en la película In Real Life. En 2015 se anunció que Harmsen protagonizaría junto a Robert de Hoog una serie de televisión basada en la historia real de Bonnie y Clyde. Hamsen apareció en la película Blade Runner 2049 en 2017, interpretando a una replicante.

## Filmografía

### Cine
- Guernsey (2005, Buurmeisje)
- Winky's Horse (2005, Sofie)
- The Making Of (2007, Zusje)
- Where Is Winky's Horse? (2007, Sofie)
- The Muse (2007)
- In Real Life (2008, Simone)
- The Aviatrix of Kazbek (2010, Kaat)
- Sterke verhalen (2010, Sanne)
- Loft (2010, Sarah Lunter)
- Pizza Maffia (2011, Alice)
- The Heineken Kidnapping (2011, Lisa)
- Bowy is inside (2012, Sarah)
- Tricked (2012, Nadja)
- Kenau (2014, Kathelijne)
- Accused (2014, Judith Jansen)[3]
- Het mooiste wat er is (2015, Dominique)
- Blade Runner 2049 (2017, Replicante)

### Televisión
- Snacken (2004)
- Flikken Maastricht (2008)
- Alex in Amsterdam (2009)
- Hart tegen Hard (2011)
- De geheimen van Barslet (2011)
- Uncle Hank (2012)
- Over (2012)
- Het sinterklaasjournaal (2014)